# Faidja
Faidja (em árabe: الفايجة) é uma comuna localizada na província de Tiaret, Argélia. Sua população estimada em 2008 era de 6 794 habitantes.